# Tex Atchison
Shelby David „Tex“ Atchison (* 5. Februar 1912 nahe Rosine, Kentucky; † 4. August 1982 in Granite City, Illinois) war ein US-amerikanischer Country-Musiker. Atchison fand vor allem als Fiddler der Prairie Ramblers Berühmtheit.

## Leben

### Kindheit und Jugend
Atchison wurde auf einer Farm nahe Rosine geboren. Schon fünf Monate früher hatte Bill Monroe das Licht der Welt erblickt. Beide gingen zusammen zur Schule und schlugen auch eine Karriere als Musiker ein; Monroe führte sein Weg jedoch zum Bluegrass, während Atchison im Western Swing aktiv werden sollte. Mit acht Jahren begann Atchison, Fiddle zu spielen. Ungewöhnlich war nur, dass er als Linkshänder auf einer Fiddle für Rechtshänder das Spielen erlernte. Sein Vater war in der Umgebung bereits als Fiddler bekannt und als die Familie sechs Jahre später nach McHenry zog, schloss Atchison sich Forrest „Boots“ Faughts Entertainers an, denen auch der schwarze Gitarrist Arnold Shultz angehörte.

### Karriere
Am Tage arbeitete Atchison in den Minen, am Abend spielte er zusammen mit den Entertainers in den Tanzhallen der Stadt. Schnell merkte er, dass Musik weitaus profitabler war als die Arbeit in den Minen, sodass er sich den Kentucky Ramblers als Fiddler anschloss. Die Ramblers zogen kurz danach nach Des Moines, Iowa, wo sie über WHO regelmäßig zu hören waren. Dort bekam Atchison seinen Spitznamen „Tex“: “A man named Oklahoma Jack gave me the name, he said Shelby wasn’t commercial enough”, erinnerte sich Atchison später daran.
Die Kentucky Ramblers, nun unter dem Namen Prairie Ramblers, avancierten Mitte der 1930er-Jahre als Mitglieder des National Barn Dance, als Patsy Montanas Hintergrundband und als Schauspieler zu Stars innerhalb der jungen Country-Musik. Der Wechsel von der traditionellen Old-Time Music zum Western Swing markierte den Durchbruch.
1942 zog Atchison nach Hollywood, wo er schnell Arbeit als Musiker und Schauspieler fand. Er wurde Mitglied in Foy Willings Riders of the Purple Sage und nahm mit Johnny Bond und Jimmy Wakely den Platz der Sons of the Pioneers in den Columbia Pictures-Western ein. In den nächsten drei Jahren wurden mehr als 30 solcher „B-Western“ produziert.
Auch als Musiker blieb Atchison gefragt. Als Fiddler wurde er von Plattenlabels auf einer Vielzahl von Sessions zwischen Mitte der 1940er und Mitte der 1950er Jahre eingesetzt. Er spielte auch mit Merle Travis, Ole Rasmussen, Johnny Horton und weiteren zusammen. Zu dieser Zeit arbeitete er in der Filmindustrie vornehmlich als Stuntman.
Zwischen 1947 und 1961 spielte Atchison auch einige Singles unter seinem eigenen Namen ein. Obwohl er für erfolgreiche Labels wie King Records und Imperial Records unter Vertrag stand, konnte er mit seinen Soloaufnahmen nicht an die Erfolge als Hintergrundmusiker anknüpfen. Obwohl er sich im Western Swing bereits einen Namen gemacht hatte, versuchte er sich 1961 bei Sage Records am Rockabilly mit dem Song Tennessee Hound Dog. Eugene Chadbourne sprach Atchison für diesen Stil ein gewisses Gefühl zu: „The feel he had for the idiom is surprising considering that he had already established his status as one of the great fiddlers from the pre-war era of country music. His single of ‘Tennessee Hound Dog’ and ‘Mail Man’ done for the indie Sage label in the ’50s is prime rockabilly juice, featuring sweaty breaks from Roy Lanham on lead guitar.“
Aufgrund einer Verletzung gab Atchison seine Arbeit als Stuntman auf und zog zurück ins Ohio County in Kentucky, wo er den Rest seines Lebens verbrachte. Noch 1978 brachte er sich selbst das Banjospielen bei.
Tex Atchison starb 1982 bei seiner Tochter in Granite City, Illinois. Er wurde im Ohio County beerdigt.

## Diskografie
| Jahr             | Titel                                                                | #            | Anmerkungen  |
| King Records     | King Records                                                         | King Records | King Records |
| ---------------- | -------------------------------------------------------------------- | ------------ | ------------ |
| 1947             | Somebody’s Rose / You Don’t Do Right                                 | 573          |              |
| Federal Records  |                                                                      |              |              |
| 1951             | Natural Born Gamblin’ Man / One Broken Heart                         | 10005        |              |
| 1951             | I’m Beginning to Believe In You / You Gotta Quit That Chasin’ Around | 10020        |              |
| DeLuxe Records   |                                                                      |              |              |
| 1952 (?)         | Here Comes My Heart Again / If You’d Believe In Me                   | 5057         |              |
| Imperial Records |                                                                      |              |              |
| 1953             | Give Me Back Your Heart / Blame Your Eyes                            | 8182         |              |
| 1953             | How Could You / It’s Always Darkest Before Dawn                      | 8215         |              |
| Sage Records     |                                                                      |              |              |
| 1961             | Tennessee Hound Dog / Mailman                                        | 45-343       |              |